# Liste der Stolpersteine in Bad Schönborn
Die Liste der Stolpersteine in Bad Schönborn enthält alle Stolpersteine, die im Rahmen des gleichnamigen Projekts von Gunter Demnig in Bad Schönborn verlegt wurden. Mit ihnen soll an Opfer des Nationalsozialismus erinnert werden, die in Bad Schönborn lebten und wirkten.

## Verlegte Stolpersteine
In Bad Schönborn wurden sechs Stolpersteine an drei Adressen verlegt.
| Stolperstein | Übersetzung | Verlegeort             | Name, Leben                                 |
| ------------ | --- | ---------------------- | ------------------------------------------- |
|              | HIER WOHNTE ELSA FALK JG. 1893 DEPORTIERT 1940 GURS INTERNIERT RECEBEDOU TOT 30.6.1942                                   | Leopoldstraße 11 ·     | Elsa Falk (1893–1942)                       |
|              | HIER WOHNTE EMMA FALK GEB. SPIEGEL JG. 1899 DEPORTIERT 1940 GURS INTERNIERT DRANCY 1942 AUSCHWITZ ERMORDET               | Leopoldstraße 11 ·     | Emma Falk, geborene Spiegel (1899–1942/45)  |
|              | HIER WOHNTE HERBERT FALK JG. 1931 FLUCHT 1938 USA                                                                        | Leopoldstraße 11 ·     | Herbert Falk (1931–2018)                    |
|              | HIER WOHNTE JULIUS FALK JG. 1898 'SCHUTZHAFT' 1938 DACHAU DEPORTIERT 1940 GURS INTERNIERT DRANCY 1942 AUSCHWITZ ERMORDET | Leopoldstraße 11 ·     | Julius Falk (1898–1942/45)                  |
|              | HIER WOHNTE SELMA ISAAC JG. 1888 DEPORTIERT 1940 GURS INTERNIERT DRANCY 1942 AUSCHWITZ ERMORDET                          | Dammstraße 2 ·         | Selma Isaac (1888–1942/45)                  |
|              | HIER WOHNTE FRANZISKA MOSES GEB. REISS JG. 1878 DEPORTIERT 1940 GURS INTERNIERT NOE TOT 20.3.1943                        | Bruchsaler Straße 11 · | Franziska Moses, geborene Reiss (1878–1943) |

## Verlegedatum
- 26. Juni 2017